# Vrijeme smrti
Vreme smrti (hr.: Vrijeme smrti) je tetralogija srpskog književnika Dobrice Ćosića, izašla u razdoblju od 1972. do 1979. godine; uglavnom se smatra njegovim najuspješnijim djelom. Kronološki, ono je nastavak Ćosićevog romana Koreni, s radnjom koja se odvija za vrijeme Prvog svjetskog rata.
Likovi ovog romana prvi put su predstavljeni u Korenima, a osim u Vremenu zla javljaju se i u romanima Deobe i Vreme vlasti.

## O djelu
Vreme smrti povijesni je roman-epopeja. Govori o ratnom stanju u Srbiji tijekom Prvog svjetskog rata. Za razliku od ostalih romana koji obrađuju istu tematiku, mahom subjektivno sagledavajući samo dio ratne situacije, Ćosić temu obrađuje s pregledom nacionalne povijest od kraja 19. stoljeća pa do rata, a sve to uključujući i indivudialni aspekt u priču romana.
Roman je zamišljen kao povijest zemlje koji prikazuje stanje srpskog naroda od 1914. do 1916. godine. Povijesnoj vjerodostojnosti pridonosi mnoštvo dokumentarističke građe koja je prikazana u romanu. Ćosić u roman ubacuje pisma, razne zapise, novinske tekstove, izjave, proglase, naredbe, a svi oni svjedoče stvarnom vremenu o kojem priča romana govori, mnogo bolje i autentičnije nego što bi da su oni objektivno prepričani kroz monolog pripovjedača. U romanu je također predstavljen veliki broj povijesnih ličnosti, poput regenta Aleksandra I., Nikole Pašića i Živojina Mišića.
Jedan od glavnih motiva ovog romana je narod, koji je najčešće u oštrom konfliktu s romanesknom funkcijom pojedinca u priči romana. To je i očekivano s obzirom na to da Ćosić želi da prikaže povijesna stradanja srpskog naroda, a one se, između ostalog očituju upravo u sudbinama pojedinaca. Pojedinci su ti koji čine narod u svoj svojoj različitosti, bilo da se radi o različitosti porijetla, religije, mentaliteta, osobnih želja, strahova, patnji ili prirode stradanja.
Tu lepezu istaknutih karaktera u ovom djelu čine jednako fiktivni likovi kao i stvarne povijesne ličnosti, što romanu daje dodatnu notu povijesne autentičnosti. Ipak, likovi pretvoreni u karaktere, duboko su psihološki obrađeni, potpuno originalni i individualizirani, što potvrđuje prikazano bogatstvo u različitosti pojedinaca naroda. 
Glavno pitanje koje se ispoljava kao ideja romana nije toliko priroda samog ratovanju koliko smislenost rata, posebice u odnosu na pojedinca. Trenutci u kojima glavni lik gubi svojeg sina i obitelj, svi njegovi ideali o neovisnosti zemlje, slobodi i nacionalnom ponosu, padaju u vodu. Dosadašnje borbe i ciljevi padaju u drugi plan kada za njih treba da dade ono najvažnije – ljubav najmilijih.
Ćosić naglašava da narod nikada ne želi slobodu pod svaku cijenu. Sloboda je ionako apstraktna i gotovo se nikada ne odražava na pojedinca. Uspjesi države nerijetko su uspjesi pojedinca, ali zato njenu propast osjećaju svi. Ratovi nikada nisu donijeli slavu narodu, samo uplakane majke, žene bez sinova, supruga, same oskvrnute, zapaljenih domova, a sve radi nekih ciljeva koji u praksi ništa ni ne znače. Samo su slovo na papiru ili naslov u novinama.
Vreme smrti je opširno djelo, podijeljeno u četiri knjige. Knjige mogu da se čitaju samostalno, zajedno čine složenu književnu kompoziciju o dvogodišnjem povijesnom momentu Srbije, te pojedincima koji su se našli na važnim pozicijama u to vrijeme. Te pozicije nisu nužno visokopozicinisane, već važne kao reprezantativni primjerci individualnih sudbina, koje najposlije čine društvo u cjelini.

## Vanjske poveznice
„Vreme smrti“: pisac, likovi, sadržaj i kritike (srp.)